# 南本牧ふ頭出入口
南本牧ふ頭出入口（みなみほんもくふとうでいりぐち）は、神奈川県横浜市中区にある首都高速道路湾岸線のインターチェンジである。本牧JCT方面の出入口のみ設置されているハーフインターチェンジである。
南本牧埠頭へのアクセス向上を目的とした南本牧はま道路に接続する出入口として整備された。

## 接続する道路
- 南本牧はま道路（南本牧ふ頭連絡臨港道路）

本出入口は首都高速湾岸線に並行している国道357号とは接続しておらず、南本牧埠頭へのアクセスに特化した構造である。出入口周辺地域（錦町・本牧元町など）との行き来は南本牧埠頭内の道路（南本牧大橋等）を経由しなければならず、大きく遠回りとなる。

## 隣
首都高速湾岸線
(B06)三渓園出入口 - (B07A)南本牧ふ頭出入口 - 本牧JCT（幸浦方面と接続） - (B07B)本牧ふ頭出入口 - 本牧JCT（東京方面と接続）